# Janina (clan)
Janina was een Poolse heraldische clan (ród herbowy) van middeleeuws Polen en later het Pools-Litouwse Gemenebest. De eerste vermelding van het wapen ("een schild in een schild") van Janina stamt uit 1379. Er zijn 275 families (en variaties op het wapen) verbonden aan de clan. Het bracht de volgende beroemde telgen voort:
- Koning Jan III Sobieski
- Kroonprins Jacobus Lodewijk Sobieski
- Prinses en keurvorstin van Beieren Theresia Kunigunde Sobieska

De heraldische clan Zgraja en het wapen van het Warschause stadsdistrict Wilanow zijn afgeleid van het wapen van Janina.

## Variaties op het wapen van Janina

Wapen van koning Jan III Sobieski
Wapen Warepski vel Warępski
Wapen Chunowski
Wapen Jurgiewicz
Wapen Axt
Wapen Zgraja